# Woptober II
Woptober II è un album in studio del rapper statunitense Gucci Mane, pubblicato nel 2019.

## Tracce
1. Richer Than Errybody (featuring YoungBoy Never Broke Again & DaBaby) – 3:57
2. Big Booty (featuring Megan Thee Stallion) – 2:08
3. Tootsies (featuring Lil Baby) – 3:09
4. Big Boy Diamonds (featuring Kodak Black & London on da Track) – 2:31
5. Came from Scratch (featuring Quavo) – 2:32
6. Move Me – 2:40
7. Bucking the System (featuring Kevin Gates) – 3:22
8. Opps and Adversaries – 3:37
9. Highly Recommended – 2:31
10. Wop Longway Takeoff (featuring Peewee Longway & Takeoff) – 2:00
11. Last Night (featuring Yung Mal & OJ da Juiceman) – 2:24
12. Time to Move – 2:36
13. Break Bread – 2:35